# Lobo-das-cavernas
O Lobo-das-cavernas (Canis lupus spelaeus) é um lobo extinto adaptado às estepes glaciais. Viveu durante o Pleistoceno Médio até o Pleistoceno Superior. Habitava a Europa, onde seus restos mortais foram encontrados em muitas cavernas, incluindo a Caverna de Sofia (Sophie's Cave), a Caverna zoolithen (Zoolithenhöhle) e a Caverna do Diabo (Devil's cave). Seu habitat incluía as pastagens de estepes mamutes e florestas de agulhas boreais. Este grande lobo tinha pernas curtas em comparação com o tamanho do seu corpo, mas o tamanho das suas pernas é comparável ao do lobo ártico (Canis lupus arctos). Evidências genéticas sugerem que os lobos europeus do Pleistoceno Superior compartilhavam alta conectividade genética com lobos contemporâneos da Sibéria, com fluxo gênico contínuo dos lobos siberianos para os lobos europeus ao longo do Pleistoceno Superior. Os lobos europeus modernos derivam a maioria de sua ancestralidade das populações de lobos siberianos que se expandiram para a Europa durante e após o Último Máximo Glacial, mas retêm uma fração menor de sua ancestralidade dos lobos europeus do Pleistoceno Superior.

## Dieta

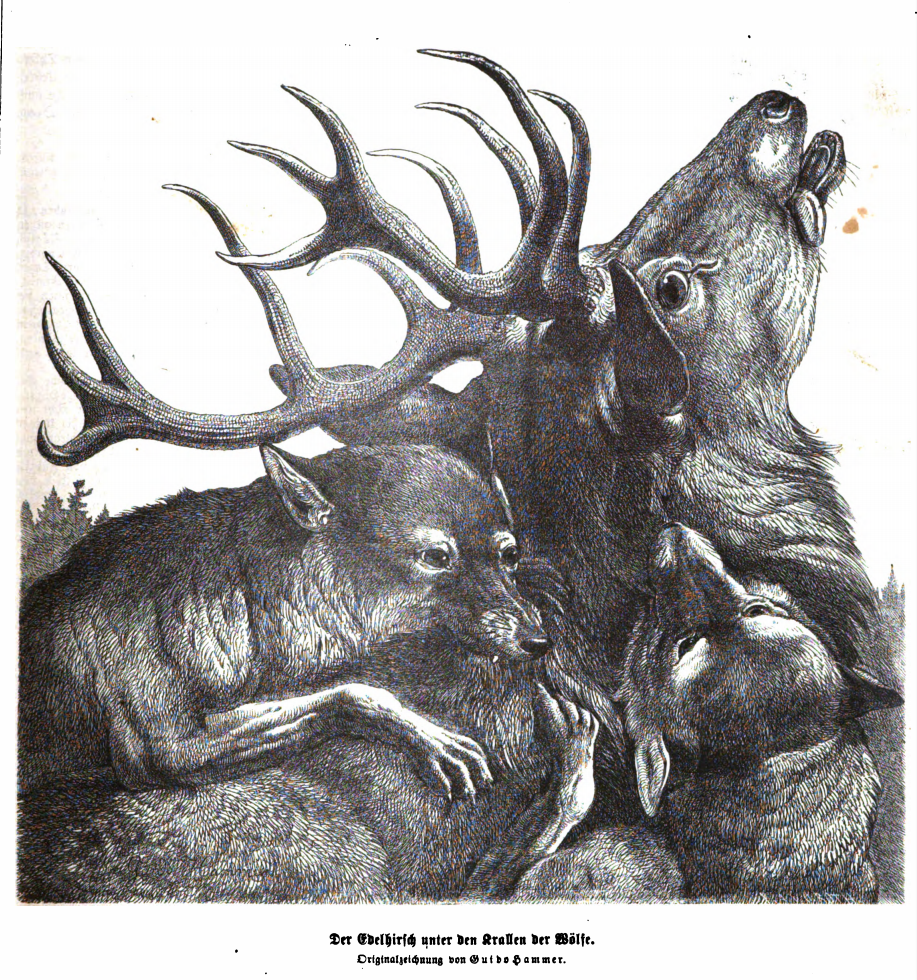
uma arte de dois lobos caçando um cervo.

A dieta do lobo das cavernas era variada e podia incluir ungulados, aves, repteis, peixes, carniça e restos de alimentos, animais como Cervos, Alces, Bisões, Renas, Bois almiscarados, Javalis, Roedores (Coelhos, Castores, Esquilos,...), Carneiros, Vacas (auroques e yaks), Cabras, mamutes, rinocerontes lanosos, unicórnios siberianos, camelos e até hipopótamos europeus.
Inimigos naturais

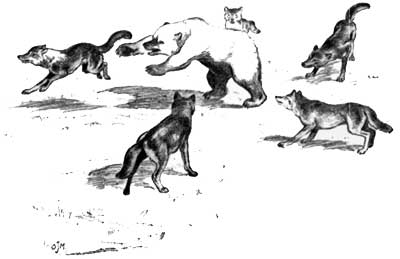
Uma arte uma alcateia de lobos lutando contra um urso.

Os Lobos das cavernas competiam alimento contra hienas das cavernas, ursos das cavernas, leões (leões das cavernas e panthera leo fossilis), chacais dourados, tigres (tigre das cavernas e tigre siberiano), tigres-dentes-de-sabre e Gatos selvagens.